# Toposodo
Toposodo è uno studio di animazione e una società di produzione indipendente italiana di animazione con sede a Pisa, fondata nel 2005 da Marco Bigliazzi e Fabrizio Bondi.
Fra le sue principali produzioni si annoverano le serie televisive: La Banda Volante (2008) e le due stagioni di Taratabong  (2009-10), quest'ultima premiata a Cartoons on the Bay con il Pulcinella Award 2009 come miglior serie preschool dell'anno, trasmesse in Italia rispettivamente da Rai 2 e Rai 3 e all'estero da reti europee e mediorientali .